# Stureplansmorden
Stureplansmorden var ett våldsdåd som ägde rum den 4 december 1994 vid Stureplan i Stockholm. En ordningsvakt och tre gäster sköts till döds vid nattklubben Sturecompagniet då Tommy Zethraeus, enligt den fällande domen, öppnade eld rakt in i entrén. Även hans vänner Guillermo Márquez Jara och Farshad Doosti dömdes för medhjälp till grovt vållande till annans död. Motivet ska ha varit hämnd mot dörrvakten, som tidigare på kvällen nekat dem inträde. 
Vid skottlossningen dödades dörrvakten Joakim "Jocke" Jonsson samt tre kroggäster: Kristina Oséen, Katinka Genberg och den döva författaren Daniella Josberg. Alla dödade var 21 eller 22 år gamla.
Utöver de fyra dödade skadades 20 personer av kulor och ett stort antal skadades av glassplitter eller fick psykiska skador.

## Bakgrund
Tommy Zethraeus lärde känna Márquez Jara under skoltiden. Zethraeus var redan känd av polisen och dömd för bland annat häleri, grovt bedrägeri, stöld samt olaga hot.
Márquez Jara var känd av polisen åtminstone sedan tonåren. Vänner uppgav att han hade kort stubin och lätt för att hamna i slagsmål. Han hade innan händelserna vid Stureplan dömts flera gånger, bland annat för våldsamt upplopp, häleri och olovlig körning. År 1997 dömdes han till tre års fängelse för ett grovt rån som ägde rum på våren 1992.
Även den 21-årige kamraten, Doosti, hade haft en problematisk uppväxt och var polisanmäld för en rad av brott. I juni 1993 dömdes han för misshandel.

## Händelsen

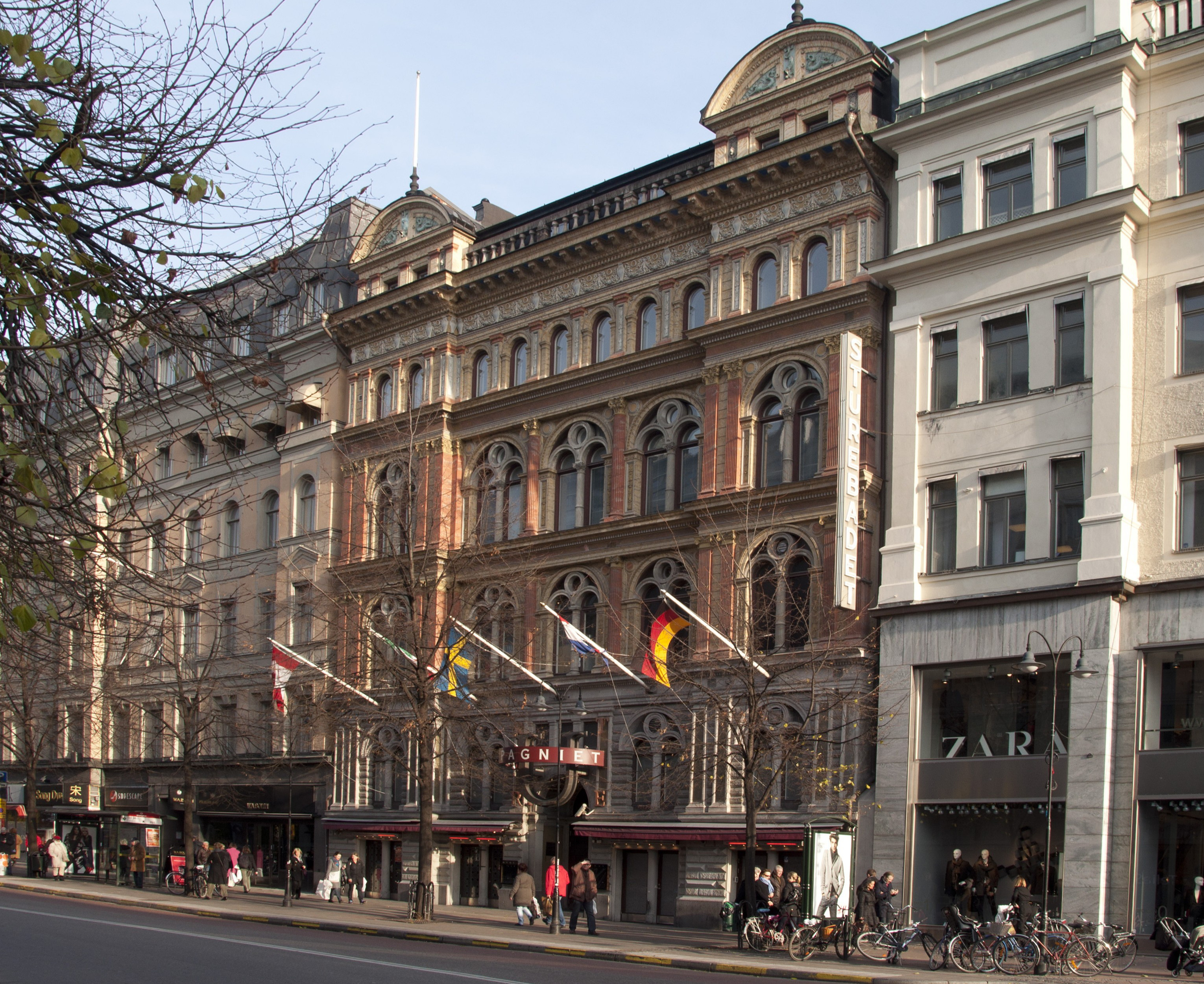
Sturecompagniet ligger i Sturebadets fastighet, Sturegatan 4.

Både Zethraeus, Márquez Jara och Farshad Doosti hade varit på nattklubben Gino den 2 december, kvällen innan händelsen. De fortsatte sedan till Sturecompagniet men vid ingången var det kö. De tre nekades inträde och Márquez Jara hamnade i bråk med en av vakterna. I samband med detta slog Márquez Jara till vakten, Joakim Jonsson. Polisen anlände och tog då Márquez Jaras personuppgifter. När Zethraeus och Márquez Jara senare lämnade centrala Stockholm i bil föreslogs det dem emellan att hämta ett vapen för att återvända till Sturecompagniet, skrämma vakten Jonsson och misshandla honom.
De hämtade ett skjutvapen i Hagsätra, en automatkarbin typ AG-3 som stulits från norska hemvärnet, och återvände senare till centrala Stockholm. Med i bilen fanns då också Doosti ("21-åringen"). Bilen kördes av Doostis yngre bror ("19-åringen"), som parkerade bilen vid Engelbrektsplan på Birger Jarlsgatan och sedan väntade vid bilen på att de tre andra skulle återvända. (De ansåg det olämpligt att den yngre brodern följde med till Sturecompagniet, eftersom han avsåg att söka in till Polishögskolan.) De tre promenerade genom Humlegården, där de diskuterade vad som skulle göras. För tingsrätten uppgav Márquez Jara att han egentligen inte ville återvända till Sturecompagniet, utan att de istället skulle överfalla vakterna när vakterna var på väg hem, men blev övertalad av de andra. 
Strax efter klockan 05 på morgonen den 4 december återkom de till Stureplan. Márquez Jara överlämnade vapnet till Zethraeus, som började skjuta ned de vakter och de gäster som befann sig i entrén till Sturecompagniet. Efter enstaka skott övergick skjutandet till automateld. Enligt vissa vittnesuppgifter i tingsrätten skall även Márquez Jara ha avlossat skott mot entrén.. Fyra människor dödades: Katinka Genberg, 21, Daniella Josberg, 22, Kristina Oséen, 21, och dörrvakten Joakim Jonsson, 22. Över 20 skadades fysiskt, andra fick psykiska skador.
Efter skottlossningen sprang de tre gärningsmännen tillbaka mot Humlegården, korsade Birger Jarlsgatan och tillbaka till bilen. Efter att ha sovit över hos en kompis i Årsta gömde de sig i en sommarstuga i tre dygn. På kvällen den 7 december åkte de hem till en bekant som bodde i ett ensligt beläget hus på Svartsjölandet i Mälaren. Strax efter att de lämnat platsen greps de klockan 22:02 av polisen vid en vägspärr på Kärsö.
Ett fotografi på när Zethraeus och Márquez Jara grips av polisen gav fotografen Åke Ericson pris för 1995 års bästa polisbild. Samma foto fick andra pris i klassen Årets nyhetsbild.

## Rättsprocessen

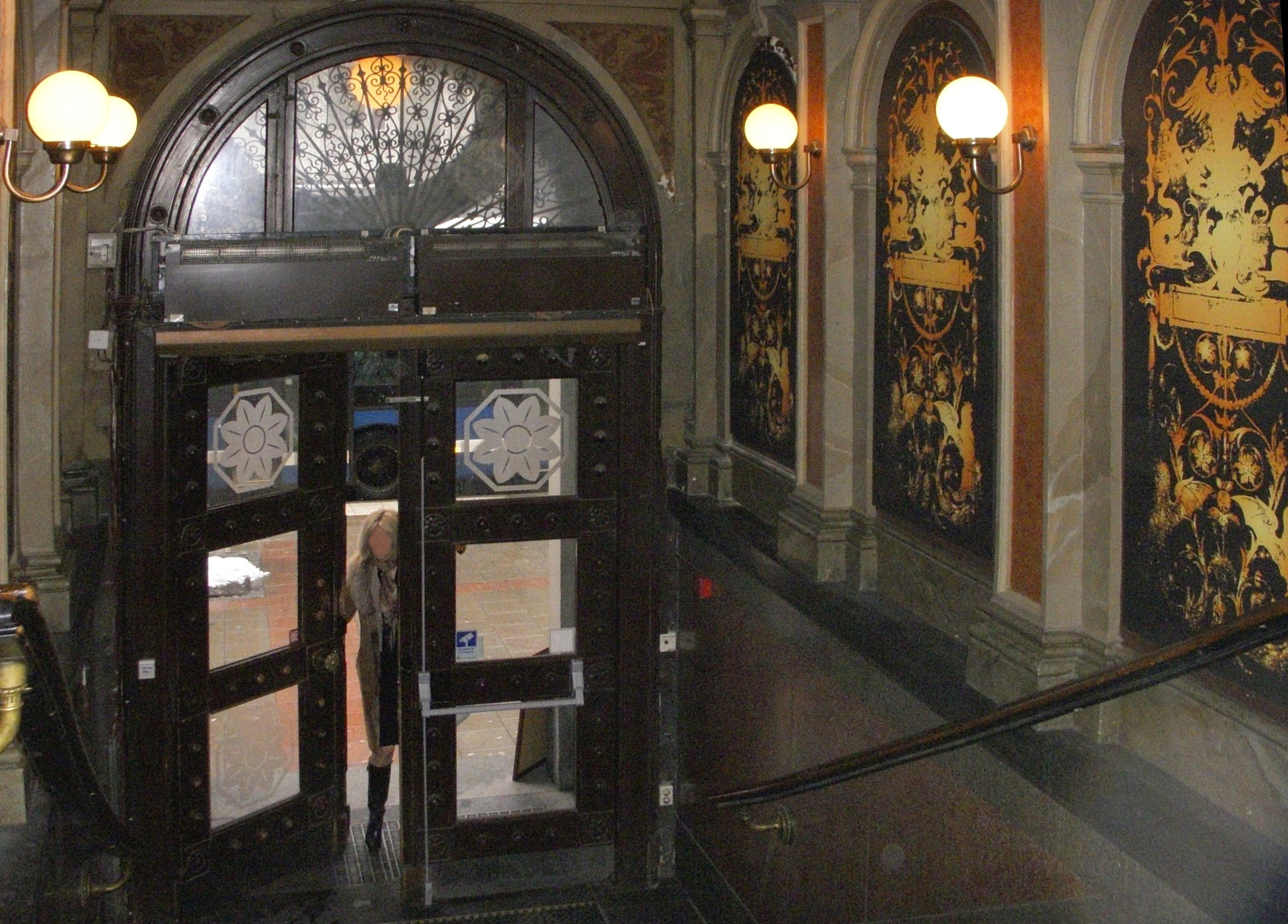
Mordplatsen, trappuppgången Sturegatan 4 i mars 2009.

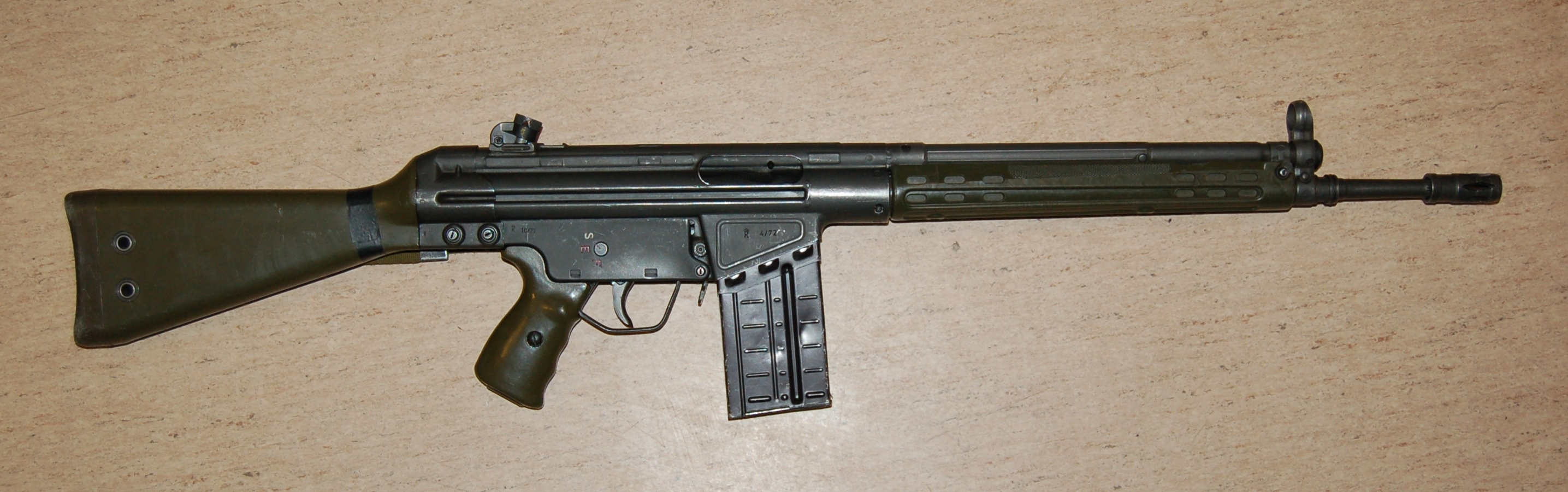
Den norska automatkarbinen AG-3. Vapnet är en Heckler & Koch G3 licensbyggd i Norge.

Zethraeus och Márquez Jara greps på kvällen den 7 december på Kärsön i närheten av Nockebybron när de var på väg in mot Stockholm. Den 22 december häktades ytterligare två personer, Doosti samt dennes lillebror, den ena för medhjälp till mord, den andre för skyddande av brottsling.
När chefsåklagare Jan Danielsson lämnade in åtalet var tio personer åtalade i samband med morden. Enligt åtalet var det Zethraeus som sköt ihjäl de fyra personerna. Även Márquez Jara deltog aktivt i händelsen. Dessutom åtalades de två bröderna för medhjälp till mord och medhjälp till mordförsök. Den äldre av bröderna var närvarande vid skottlossningen, den yngre hade fungerat som chaufför på natten efter skottlossningen. En man och en kvinna åtalades för olaga vapeninnehav eftersom det i deras lägenhet i Hagsätra fanns en vapenarsenal och det var därifrån som Zethraeus fick vapnet. En 24-åring åtalades för skyddande av brottsling då han morgonen efter hämtat de två gärningsmännen i Årsta och låtit dem sova i hans lägenhet. En 23-årig man, en 22-årig kvinna och en 22-årig man åtalades för skyddande av brottsling. 23-åringen och den 22-åriga kvinnan hade gett gärningsmännen falskt alibi. Kvinnan åtalades också för att efter skjutningen ha förvarat mordvapnet i en lägenhet i Solna. Hon överlämnade senare vapnet till den 22-årige mannen som kastade det i sjön Magelungen söder om Farsta.
Under förundersökningen förnekade de två gärningsmännen brott och skyllde på varandra. Innan rättegångens början erkände dock Zethraeus att det var han som dödade de fyra dödsoffren. Enligt Zethraeus advokat Thomas Martinson var avsikten inte att döda någon. I tingsrätten förklarade Márquez Jara att de tre strax innan dådet hade väntat i Humlegården och att han då försökt avstyra det hela. Den äldre brodern hade istället drivit på händelseutvecklingen och Márquez Jara hade fallit efter för grupptrycket. Han nekade till att han var inblandad i själva skottlossningen.
I tingsrätten hävdade Zethraeus att både han och Márquez Jara ville avbryta det hela när de återvände till Humlegården innan skottlossningen. Han menade att det var Doosti som var drivande och att det var denne som bar vapnet genom Humlegården fram till Sturecompagniet. Vid ingången kände sig Zethraeus hotad när han såg hur en av vakterna tog fram något ur en innerficka och gick därför fram och tog automatvapnet från Doosti. Den första salvan sköt han ner i marken. Doosti ropade samtidigt uppmuntrande till honom. En tredje salva gick av av misstag därför att någon bredvid honom ryckte honom i armen.
Doosti hävdade i tingsrätten att det istället var Márquez Jara som bar vapnet från bilen fram till Stureplan. Han bekräftade också att Márquez Jara innan skottlossningen tyckte att de skulle strunta i allt och åka hem. Han hävdade också att hans lillebror varit i stort sett ovetande om vad som skulle hända.
Vid rättegången krävde åklagaren att Zethraeus, Márquez Jara och Doosti skulle dömas till livstids fängelse samt att den yngre brodern skulle få ett långt fängelsestraff. Zethraeus advokat Thomas Martinson hävdade att Zethraeus inte hade haft uppsåt att döda och yrkade på brottsrubriceringen grovt vållande till annans död. Márquez Jaras advokat Claes Borgström yrkade på att denne var oskyldig och skulle frikännas. Även de två brödernas advokater Hans Göran Franck och Christian Åhlund yrkade att deras klienter skulle frikännas.

### Domar
Målet behandlades av Stockholms tingsrätt mellan april och juni 1995. Tingsrätten fällde följande domar:
- Tommy Zethraeus dömdes till livstids fängelse för fyra mord samt flera fall av mordförsök.[19]
- Guillermo Marquez Jara dömdes i tingsrätten till tio års fängelse för medhjälp till ett mord, medhjälp till grovt vållande till annans död i tre fall samt medhjälp till grovt vållande till kroppsskada i flera fall.[19]
- Den 21-årige äldre brodern (Farshad Doosti, numera Farshad Nyström) dömdes till tio års fängelse för medhjälp till mord, medhjälp till grovt vållande till annans död samt medhjälp till grovt vållande av kroppsskada.[20]
- Den yngre brodern (Fariborz Doosti) dömdes till två och ett halvt års fängelse för vållande till annans död, grov misshandel samt medhjälp till vållande av kroppsskada. Tingsrätten tog särskild hänsyn till dennes ålder.[20]
- En 24-åring dömdes till fyra månaders fängelse för skyddande av brottsling.[20]
- Den 21-åring som sänkte vapnet i Magelungen dömdes till en månads fängelse.[20]
- En man och en kvinna dömdes till två månaders respektive en månads fängelse för olaga vapeninnehav.[20]
- Den 22-åriga kvinnan dömdes till skyddstillsyn för att ha gett 19-åringen falskt alibi samt för att hon haft mordvapnet i sin bostad.[20]
- Den 23-årige mannen dömdes till villkorlig dom och dagsböter för att ha gett bröderna falskt alibi.[20]

Flera av domarna överklagades till Svea hovrätt. Hovrätten fastställde den 6 september 1995 domen mot Zethraeus men sänkte straffen för Márquez Jara och den äldre brodern från tio års fängelse till fyra års fängelse. De två sistnämnda fälldes endast för medhjälp till grovt vållande till annans död och medhjälp till grovt vållande till kroppsskada. Enligt hovrätten var de två medvetna om att automatkarbinen var laddad men att de trodde att syftet endast var att misshandla vakten. Medan tingsrätten ansåg det bevisat att de två var införstådda med att vakten eventuellt skulle dödas och att de hjälpte till för att få det gjort ansåg hovrätten att det finns omständigheter som talar emot detta. En sådan omständighet var att Márquez Jara lämnade sina personuppgifter till polisen i samband med bråket. Enligt hovrätten är det förvisso besvärande att de två var med och hämtade vapnet och visste att det var skarpladdat men  detta visar inte att de var med på hur vapnet skulle användas.
Zethraeus, Márquez Jara och Farshad Doosti överklagade hovrättens domar till Högsta domstolen. Högsta domstolen gav inte prövningstillstånd för domen mot Zethraeus. I februari 1996 höjde Högsta domstolen straffet för Márquez Jara och Farshad Doosti från fyra års fängelse till sex års fängelse för medhjälp till grovt vållande till annans död och för medhjälp till grovt vållande till kroppsskada. Enligt domstolen hade Márquez Jara och 21-åringen klart för sig att människor skulle kunna komma till skada. Domstolen konstaterade att det handlade om "medveten oaktsamhet av mycket allvarligt slag med synnerligen långtgående följder" och att dådet inte hade kommit till stånd utan Marquez Jaras och Doostis medverkan. Domstolen ansåg dock att det inte visats att de två haft ett direkt uppsåt att döda och att det därför inte gick att döma de två till livstids fängelse.

## Uppföljning
Under sina år i fängelse har Zethraeus fortsatt utföra kriminella handlingar, bland annat grovt narkotikabrott och grov misshandel. Den livstidsdömde Zethraeus dömdes 2003 för ytterligare brott under sin fängelsetid på anstalten Hall. 
Även Márquez Jara dömdes för ett annat brott till ytterligare tre års fängelse. Han frigavs villkorligt från Hall i december 2000 efter att ha avtjänat två tredjedelar av fängelsestraffet.
Efter att ha avtjänat 14 års fängelse år 2009 försökte Zethraeus få sitt livstidsstraff tidsbegränsat, denna begäran fick han avslag på. 
Den 6 november 2018 beslutade Örebro tingsrätt att omvandla livstidsstraffet till 39 års fängelse och han frigavs villkorligt från fängelset i december 2020 efter att ha avtjänat två tredjedelar av straffet.